# Wirus brodawczaka ludzkiego
Wirus brodawczaka ludzkiego (HPV, human papillomavirus) – wirus z rodziny papillomawirusów. Istnieje ponad 120 typów tego wirusa, z których część może być przyczyną łagodnych zmian w postaci brodawek na skórze, część powstawania łagodnych zmian w postaci kłykcin kończystych, a część nowotworów złośliwych, jak rak szyjki macicy, rak jamy ustnej, rak ustogardła i rak prącia.
Zakażenie HPV jest najczęstszą chorobą przenoszoną drogą płciową i większość ludzi przechodzi zakażenie HPV. U części osób zakażenie utrzymuje się, co sprzyja rozwojowi raka głównie szyjki macicy, sromu, pochwy i ustnej części gardła. Raki związane z HPV stanowią 3,3% zachorowań na raka wśród kobiet i 2% wśród mężczyzn.

## Budowa
Materiał genetyczny tego wirusa to DNA o wielkości około 8000 par zasad. Genom wirusa tworzą geny wczesne (E, early) oraz późne (L, late). Późne geny L1 i L2 są odpowiedzialne za syntezę białek otoczki, natomiast wczesne geny E1 i E2 odpowiadają za replikację genomu HPV. Onkoproteiny E5, E6 i E7 biorą udział w procesie nowotworzenia (transformacji nowotworowej). Białko E4 umożliwia interakcję z keratynami, co powoduje widoczny efekt w postaci zmian brodawkowych.

## Mechanizmy zakażenia
Przyjmuje się, że nawet około 50% populacji ludzkiej w ciągu swojego życia przechodzi zakażenie HPV. Wirus ten jest przenoszony poprzez kontakt z naskórkiem, co powoduje powstawanie tzw. kurzajek czy brodawek stóp, albo drogą płciową u osób aktywnych seksualnie. W niektórych przypadkach do infekcji odmianami wirusa typowymi dla narządów rodnych może dojść np. podczas porodu, gdzie matka zaraża wirusem dziecko. U wielu osób HPV znajduje się w fazie latencji, innymi słowy nie ujawnia się, a dzięki działaniu układu immunologicznego zakażenie ustępuje samoistnie. W przypadkach osób wykazujących objawy immunosupresji, czyli osłabienia odporności, może dojść do przewlekłego zakażenia HPV, a w następstwie do powstania nowotworów.

## Wywoływane schorzenia

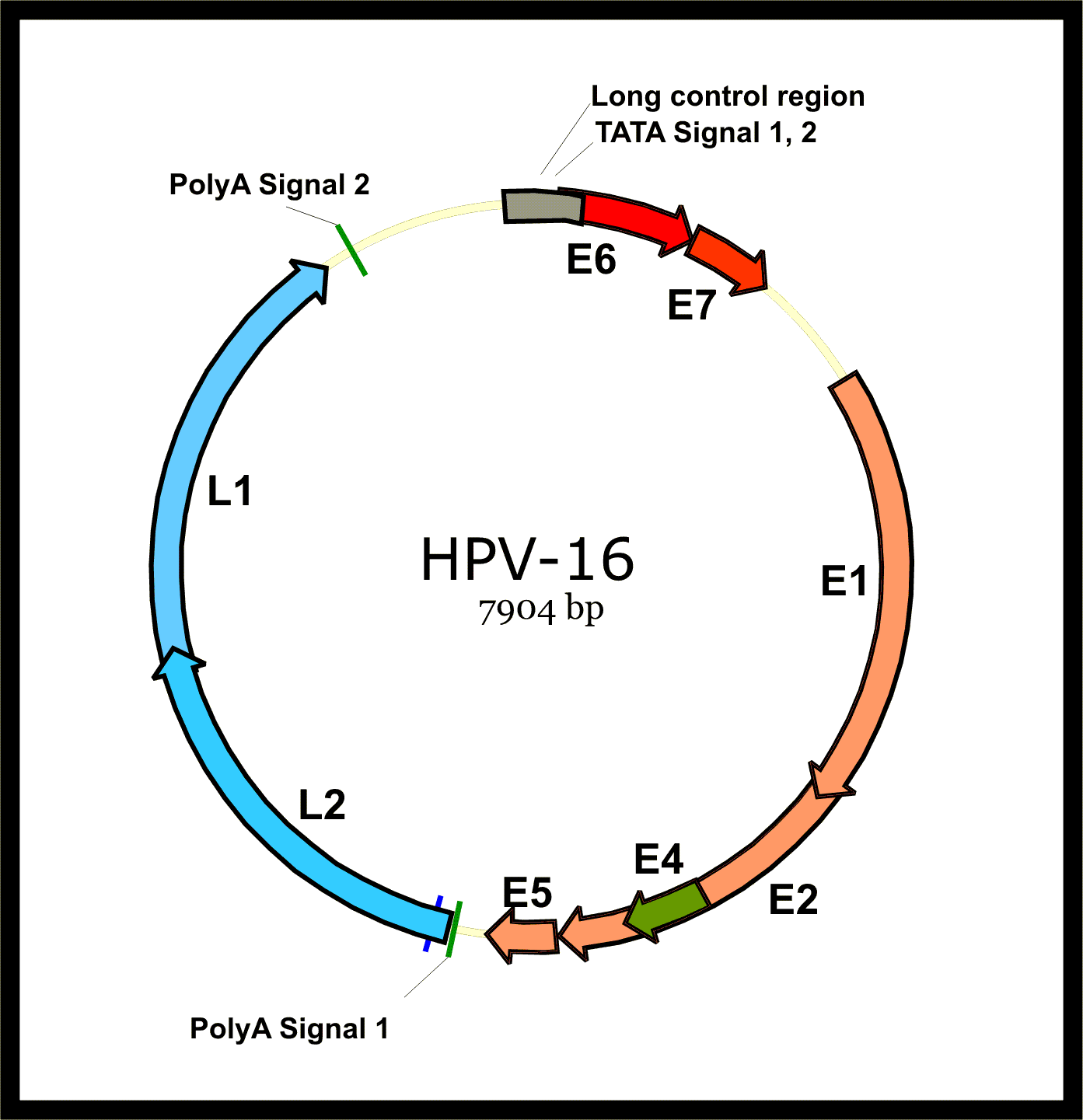
Schemat budowy genomu HPV

Istnieje około 100 typów wirusów HPV, które można podzielić na 2 grupy pod względem ryzyka onkologicznego:

### Typy niskiego ryzyka
Należą tu przede wszystkim typy HPV 1 i 2 wywołujące kurzajki czy brodawki stóp w przypadku HPV 1. Objawy to różne rodzaje brodawek występujące na naskórku. Jeśli chodzi o typy wirusa przenoszone drogą płciową, to przede wszystkim HPV 6, 11, 42, 43, 44, które wywołują łagodne zmiany, np. kłykciny kończyste, pojawiające się do kilku miesięcy po kontakcie z osobą zakażoną. Zmiany te występują na zewnętrznych i wewnętrznych narządach płciowych – u kobiet na wargach sromowych, a także w okolicy krocza i odbytu oraz w przedsionku pochwy i w pochwie, u mężczyzn w cewce moczowej, na żołędzi i po wewnętrznej stronie napletka. Powikłaniem kłykcin u mężczyzn może być stulejka. Niekiedy zmiany pojawiają się na błonie śluzowej jamy ustnej bądź gardła. Kłykciny kończyste mogą ustępować samoistnie, w przypadkach przewlekłego utrzymywania się zmian możliwe jest leczenie miejscowe – aplikowanie maści z lekami przeciwwirusowymi, elektrokoagulacja, laseroterapia, zamrażanie ciekłym azotem bądź ostatecznie chirurgicznie usunięcie zmian. Ze względu na obecność wirusa HPV na błonach śluzowych chorego może dojść do powtórnego powstania kłykcin kończystych. Dzieje się tak w około 90% przypadków.

### Typy wysokiego ryzyka (onkogenne)
Są to najczęściej typy HPV 16 i 18, rzadziej 31, 33, 35, 39, 40, 43, 51, 52, 53, 54, 55, 56 i 58, które niekiedy bywają wyodrębniane w grupę umiarkowanego ryzyka. Zakażenie typami HPV 16 i 18 może prowadzić do niekontrolowanych podziałów komórkowych nabłonka szyjki macicy, co może skończyć się rakiem szyjki macicy. Przyjmuje się, że za około 2/3 przypadków raka szyjki macicy odpowiedzialne są wirusy HPV 16 i 18.
Ryzyko zakażenia onkogennym typem wirusa HPV towarzyszy kobiecie od inicjacji seksualnej przez całe życie aktywności płciowej. Chociaż większość zakażeń HPV obserwuje się u kobiet między 16 a 26 rokiem życia, to zwykle mają one charakter przemijający i samoistnie ustępują w przeciągu kilku miesięcy. U kobiet powyżej tego wieku znacznie częściej dochodzi do rozwoju przetrwałego zakażenia onkogennym typem wirusa HPV, które jest przyczyną raka szyjki macicy.

## Profilaktyka zakażeń HPV

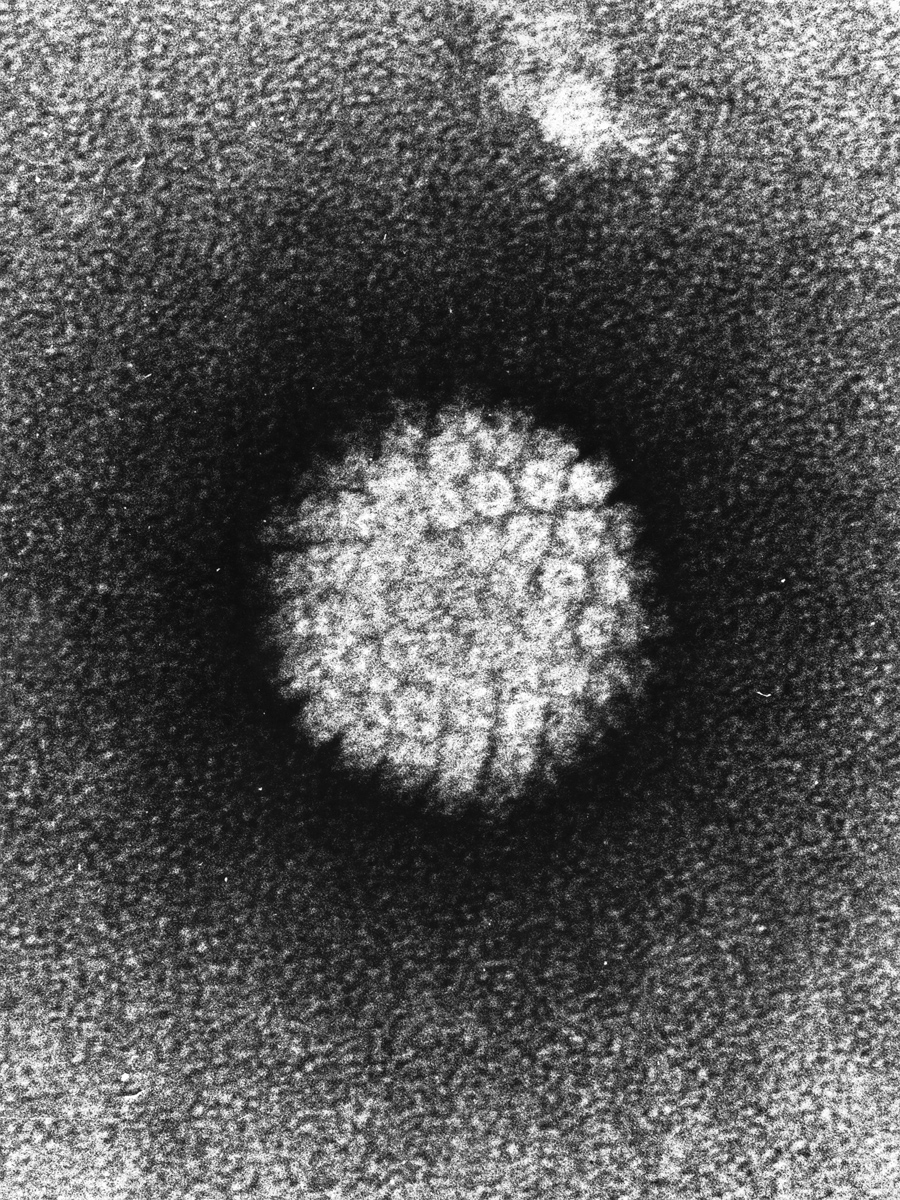
HPV w obrazie mikroskopu elektronowego

Jeśli chodzi o tzw. kurzajki, to najlepszą profilaktyką jest unikanie bezpośredniego kontaktu, takiego jak uścisk rąk, z osobami z widocznymi brodawkami czy też dotykania przedmiotów sprzyjających przetrwaniu wirusa przez pewien czas (np. skórzane uchwyty do przytrzymywania się w środkach publicznego transportu). Jeżeli chodzi o brodawki stóp, to zapobieganie zakażeniu polega na noszeniu obuwia ochronnego w miejscach podwyższonego ryzyka, jak szatnie, pływalnie, natryski i łaźnie.
Zapobieganie zakażeniom HPV drogą płciową obejmuje przede wszystkim unikanie współżycia płciowego z partnerami zakażonymi HPV, ponieważ stosowanie prezerwatyw tylko nieznacznie zmniejsza prawdopodobieństwo zakażenia tym wirusem. Obecnie najskuteczniejszą metodą diagnozowania zakażeń HPV drogą płciową jest wykonywanie regularnie badania cytologicznego, które pozwala na odpowiednio wczesne wykrycie zmienionych komórek. W przypadku obecności zmienionych komórek w preparacie mikroskopowym wskazane może być wykonanie badania PCR, które z dużą czułością wykrywa DNA wirusa, a także pozwala na określenie typów HPV w materiale (typowanie HPV).
W roku 2006 na rynek Stanów Zjednoczonych i Meksyku wprowadzono szczepionkę przeciwko wirusowi brodawczaka ludzkiego firmy Merck & Co. o nazwie Gardasil, dostępną w Polsce od listopada 2006 roku jako Silgard. Szczepionka ta skierowana jest przeciwko najpopularniejszym typom HPV wywołującym kłykciny kończyste (HPV 6 i 11) oraz raka szyjki macicy (HPV 16 i 18).
W 2015 r. Europejska Agencja Leków (EMA) wydała rekomendację dla wprowadzenia 9-walentnej szczepionki przeciwko HPV (Gardasil 9) na rynek europejski. Nowa szczepionka chroni przed chorobami wywołanymi przez 9 typów wirusa: 6, 11, 16, 18, 31, 33, 45, 52 i 58.
Trwałą (9-letnią) odporność zapewnia przyjęcie 3 dawek szczepionki (dawki przypominające po upływie 2 i 6 miesięcy od pierwszego szczepienia). Badania kliniczne dowodzą, że szczepionka ma największą skuteczność, jeśli podaje się ją dziewczynkom, które jeszcze nie miały kontaktu z HPV.
Szczepienia przeciwko HPV są stosowane od 2006 r. Obecnie w Unii Europejskiej zarejestrowane i dopuszczone do obrotu są trzy rodzaje szczepionek:
- dwuwalentna (przeciwko zakażeniom HPV typu: 16 i 18) Cervarix produkowana przez firmę GSK[10]
- czterowalentna (przeciwko zakażeniom HPV typu: 6, 11, 16, 18) Silgard produkowana przez firmę MSD[11]
- dziewięciowalentna (przeciwko zakażeniom HPV typu: 6, 11, 16, 18, 31, 33, 45, 52 i 58) Gardasil9 produkowana przez firmę MSD[12]